# Tramont-Émy
Tramont-Émy é uma comuna francesa na região administrativa de Grande Leste, no departamento de Meurthe-et-Moselle. Estende-se por uma área de 3,91 km². Em 2010 a comuna tinha 29 habitantes (densidade: 7,4 hab./km²).